# Рух Лапуа
Рух Лапуа, або Лапуаський рух (фін. Lapuan liike — націоналістичний  і антикомуністичний рух у Фінляндії, що існував у 1929 — 1932. Заборонений навесні 1932 після невдалої спроби державного перевороту. Фактично відновлений під назвою "Патріотичний народний рух". 

## Історія
У міжвоєнний період серед партій Фінляндії панували сильні антикомуністичні настрої, викликані реальною загрозою з боку СССР і фінських комуністів. 
В листопаді 1929 селяни в східно-ботнічного села Лапуа напали на зібрання молодих комуністів і вигнали їх з села . 
У грудні того ж року була створена нечисленна  організація «Дверний замок Фінляндії», яка пізніше ухвалила у вигляді програмного гасла ім'я цього фінського села. Нову організацію очолив ветеран Громадянської війни у Фінляндії 1918 і організатор руху штрейкбрехерів «Експортний світ» Віхторі Косола. Активну участь у створенні взяла директорка лапуаської школи магістр-філолог Гілья Рійпінен. Головним фінансистом Руху був підприємець-корпоративіст Рафаель Гаарлем. 
Рух Лапуа (шведська назва — «Рух Лаппо») переслідував із самого початку антикомуністичні цілі, в комплексі із націоналістичними і релігійними засадами. Члени цього нового масового руху цілком небезпідставно вважали комунізм не тільки внутрішньополітичною загрозою, але також небезпекою для національної та релігійної цілісності фінського народу, тож рух підтримувала Фінська євангельсько-лютеранська церква, консервативні та селянські партії . 
Центр руху знаходився в провінції Пог'янмаа, але рух Лапуа користувався підтримкою по всій країні . В альянсі з рухом виступала молодіжна організація "Sinimustat", створена на початку 1931. 
Під тиском руху уряд Фінляндії вирішив запропонувати парламенту проект закону, що передбачав розпуск і заборону діяльності усіх комуністичних організацій в країні.  
У січні 1930 цей закон отримав необхідні фінської конституцією 2/3 голосів . Проти голосували тільки соціал-демократи . 
7 липня того ж року близько 12 000 членів руху Лапуа пройшли маршем по вулицях фінської столиці, а потім і перед резиденцією президента країни Лаурі Крістіана Реландера, який вітав їх разом з урядом Фінляндії . 
У жовтні 1930 членами руху був викрадений колишній президент Фінляндії Карл Юго Столберґ, який в роки свого перебування при владі (1919 — 1925) звільнив з ув'язнення більшість колишніх фінських червоногвардійців. Фінські офіцери — прихильники руху Лапуа збиралися вигнати Столберґа закордон, в СССР, але потім відпустили його. 
У лютому 1932 року близько 7000 прихильників Руху Лапуа зібралися в селі Мянтсяля поблизу Гельсінкі з наміром почати звідти похід на столицю, бажаючи повторити успіх Маршу на Рим в 1922 в Італії. Зустрівшись з рішучою позицією президента Пера Евінда Свінгувуда, який погрожував пустити в хід війська, ця спроба провалилася, а Вігторі Косола та інші керівники руху були заарештовані і на деякий час ув'язнені. 
5 червня 1932 року засновано "Патріотичний народний рух" ("IKL"), що став фактичним наступником забороненого руху Лапуа.